# Ochranovský sbor při Českobratrské církvi evangelické v Ujkovicích
Farní sbor Českobratrské církve evangelické v Ujkovicích je sborem Českobratrské církve evangelické v Ujkovicích. Sbor spadá pod Ochranovský seniorát.
Farářem sboru je jáhen Václav Hájek, sbor administruje farářka Eva Šormová a kurátorkou sboru je Marie Nešněrová.

## Faráři sboru
- j. Václav Hájek (1990–)